# Agnes Martin: Between the Lines
Agnes Martin: Between the Lines ist ein Dokumentarfilm (Englisch mit deutschen Untertiteln) des Regisseurs Leon d’Avigdor aus dem Jahr 2015. Der Film lief vom 7. November 2015 bis 6. März 2016 im offiziellen Begleitprogramm der großen Retrospektive des Werkes der Malerin Agnes Martin an der Kunstsammlung Nordrhein-Westfalen in Düsseldorf und wurde am 12. Februar 2016 auf DVD veröffentlicht.

## Inhalt
Der Film ist eine Begegnung mit der Malerin Agnes Martin (1912–2004), in dem diese über wesentliche Stationen und Aspekte ihres Werdegangs und künstlerischen Schaffens spricht und ihre tiefen Einsichten in fundamentale Themen des menschlichen Daseins wie Liebe, Freundschaft, Glück, Religion und Spiritualität, Tod und Kreativität teilt. Neben Interviews und Aufnahmen bei der Arbeit im Atelier werden unter anderem Abbildungen ausgewählter Gemälde und Zitate aus den Schriften von Agnes Martin und Archivmaterial gezeigt.

## Visueller Stil und Musik
Die Interviews wurden vor schwarzem Hintergrund mit natürlichem Licht aufgenommen und zeigen die Protagonistin ausschließlich in Großaufnahme (close-up). In Zusammenwirken mit einem langsamen Schnittrhythmus, abstrakt wirkender Aufnahmen der verschiedenen Phasen einer Meeresbrandung und ruhiger Musik entsteht eine meditative Stimmung, die bestimmend für den Stil des Films ist.

## Hintergrund
Der Kern des Materials wurde 2002 am Wohn- und Arbeitsort der Künstlerin in Taos, New Mexico, produziert und kurz darauf in einer ersten Schnittfassung im Rahmen verschiedener Veranstaltungen aufgeführt, jedoch nicht auf DVD veröffentlicht.

## Auszeichnungen
- Semi-Finalist, Santa Barbara Fine Arts Film Festival 2016[4]